# Salmo (Colombie-Britannique)
Salmo est une municipalité située dans la province de la Colombie-Britannique, dans le sud-est.

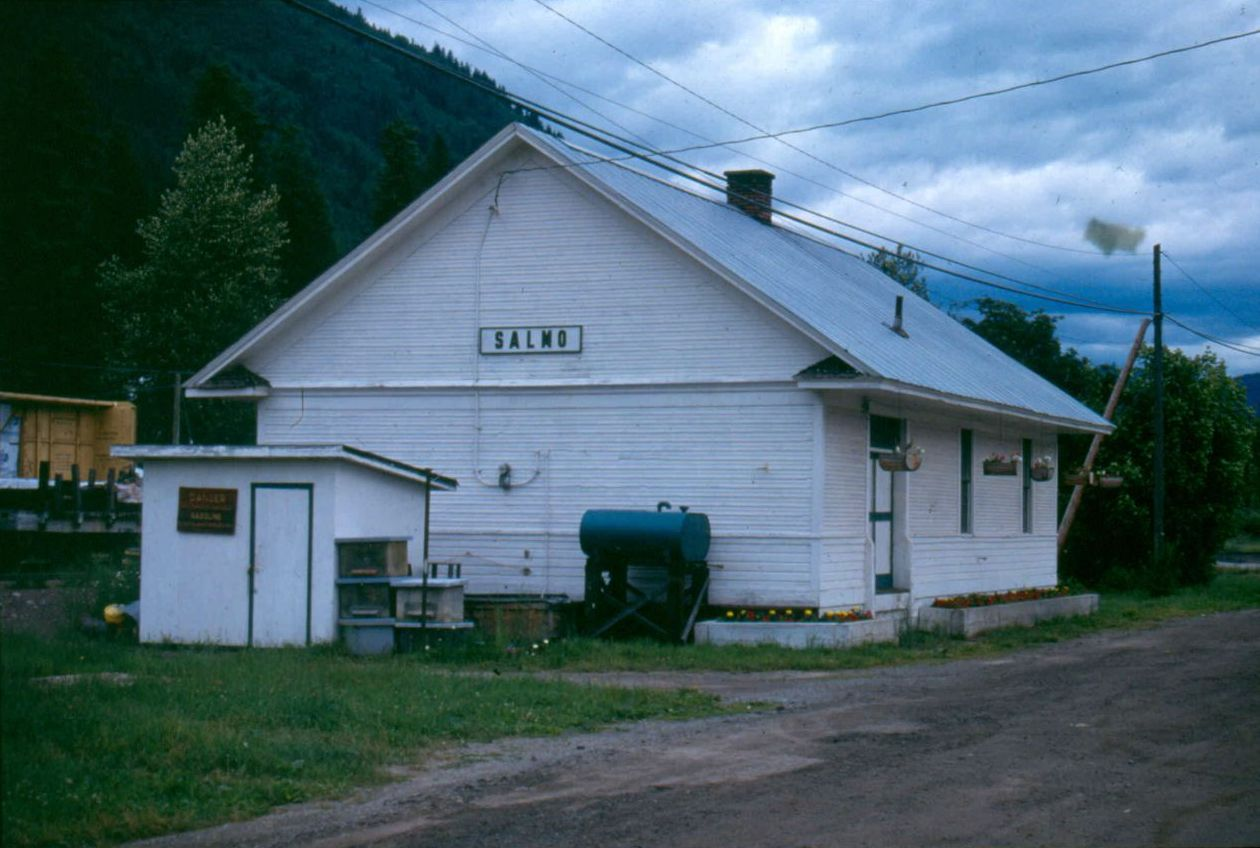
Ancienne gare, Salmo, 1993